# WWE Crown Jewel
WWE Crown Jewel es un evento anual de pago por visión producido por la empresa de lucha libre profesional estadounidense WWE hasta 2024 exclusivamente en Arabia Saudita. El evento forma parte de una serie de eventos que la WWE promueve en Arabia Saudita desde 2018 como parte de una asociación estratégica de 10 años entre la WWE y la Autoridad Deportiva General de Arabia Saudita en apoyo de Saudi Vision 2030, el programa de reforma social y económica de Arabia Saudita.Sin embargo, en la edición del 2025 el evento no será en Arabia Saudita sino en Australia.
Crown Jewel y otros eventos promovidos por la WWE en Arabia Saudita han sido objeto de críticas debido a que el país es acusado de graves abusos contra los derechos humanos, reducción de los derechos de los homosexuales, liderar una guerra de desgaste en Yemen y suprimir los derechos de las mujeres.

## Fechas y lugares
|  | Evento exclusivo para Arabia Saudita | Evento exclusivo para luchadores de género masculino † |

| Evento                 | Fecha                | Lugar                | Estadio              | Evento principal                               |
| ---------------------- | -------------------- | -------------------- | -------------------- | ---------------------------------------------- |
| 2 de noviembre de 2018 | Crown Jewel (2018) † | Estadio Rey Fahd     | Riad, Arabia Saudita | D-Generation X vs. The Brothers of Destruction |
| 31 de octubre de 2019  | Crown Jewel (2019)   | Universidad Rey Saúd | Riad, Arabia Saudita | Seth Rollins vs. "The Fiend" Bray Wyatt        |
| 21 de octubre de 2021  | Crown Jewel (2021)   | Universidad Rey Saúd | Riad, Arabia Saudita | Roman Reigns vs. Brock Lesnar                  |
| 5 de noviembre de 2022 | Crown Jewel (2022)   | Estadio Rey Fahd     | Riad, Arabia Saudita | Roman Reigns vs. Logan Paul                    |
| 4 de noviembre de 2023 | Crown Jewel (2023)   | Mohammed Abdu Arena  | Riad, Arabia Saudita | Roman Reigns vs. LA Knight                     |
| 2 de noviembre de 2024 | Crown Jewel (2024)   | Mohammed Abdu Arena  | Riad, Arabia Saudita | Cody Rhodes vs. Gunther                        |
| 11 de octubre de 2025  | Crown Jewel (2025)   | RAC Arena            | Perth, Australia     | TBA                                            |

## Eventos

### 2018
Crown Jewel 2018 tuvo lugar el 2 de noviembre de 2018 en Estadio de la Universidad Rey Saúd en Riad, Arabia Saudita. El evento es el segundo de la WWE que se celebra en Arabia Saudita y contó con la primera Copa Mundial de la WWE.

#### Antecedentes
En Hell in a Cell, Roman Reigns y Braun Strowman lucharon en un Hell in a Cell match por el Campeonato Universal de la WWE, en el cual no hubo ganador, después de que el excampeón Brock Lesnar atacara a ambos luchadores. La noche siguiente en Raw, el gerente general interino de Raw Baron Corbin anunció un Triple Threat match entre Reigns, Strowman y Lesnar por el título en Crown Jewel. Sin embargo, en el episodio del 22 de octubre de Raw, Reigns dejó vacante el título después de anunciar que había recaído legítimamente en leucemia, que había estado en remisión desde fines de 2008. Esto convirtió el Triple Threat match programado en un combate individual entre Lesnar y Strowman por el título ahora vacante.
El 17 de septiembre de 2018, la WWE anunció que en el evento, celebraría el primer torneo de la Copa Mundial de la WWE, donde 4 luchadores de Raw y 4 luchadores de Smackdown Live, se enfrentarán para «determinar al mejor luchador del mundo».
En Super Show-Down, AJ Styles derrotó a Samoa Joe por sumisión, en una lucha sin descalificación, para retener el Campeonato de la WWE, mientras que Daniel Bryan derrotó a The Miz, para ganar una oportunidad por el Campeonato de la WWE. Después de la victoria de Bryan, la gerente general de Smackdown Live Paige, anunció que recibiría su oportunidad por el Campeonato de la WWE contra Styles en Crown Jewel. El 30 de octubre en SmackDown, Shane McMahon adelantó la lucha titular entre Styles y Bryan para esa misma noche, donde Styles logró retener el título. Después de la lucha, Samoa Joe salió para atacar a Styles y a Bryan. Por esta acción, se anunció que la lucha por el Campeonato de la WWE se llevaría a cabo en Crown Jewel entre Styles y Joe por cuarta vez.

#### Controversia
WWE se ha enfrentado a los pedidos para cancelar el evento, con destacados políticos que critican los esfuerzos de la compañía en Arabia Saudita, a raíz de la desaparición y asesinato de Jamal Khashoggi. El alcalde del condado de Knox y luchador profesional Glenn Jacobs "Kane" anunció que trabajará en el evento. Por otra parte, se suman las bajas de John Cena y Daniel Bryan, quienes estaban confirmados para luchar en el evento. Estos últimos decidieron no participar debido a la ya detallada controversia por lo que, tuvo que crearse storylines donde Cena y Bryan no tuvieran que ser incluidos en el evento, siendo reemplazados por Bobby Lashley y Samoa Joe, con Baron Corbin sacando a Cena por Lashley y adelantando la lucha del campeonato entre AJ y Bryan.

#### Resultados
- Kick-Off: Shinsuke Nakamura derrotó a Rusev y retuvo el Campeonato de los Estados Unidos (9:30).[15]
  - Nakamura cubrió a Rusev después de un «Kinshasa».
- Rey Mysterio derrotó a Randy Orton y avanzó a la semifinal de la Copa Mundial de la WWE (5:35).
  - Mysterio cubrió a Orton con un «Roll-Up».
  - Después de la lucha, Orton atacó a Mysterio.
- The Miz derrotó a Jeff Hardy y avanzó a la semifinal de la Copa Mundial de la WWE (7:10).
  - The Miz cubrió a Jeff después de revertir un «Twist of Fate» en un «Skull-Crushing Finale».
- El Campeón Intercontinental Seth Rollins derrotó a Bobby Lashley (con Lio Rush) y avanzó a la semifinal de la Copa Mundial de la WWE (5:35).
  - Rollins cubrió a Lashley después de un «Curb Stomp».
  - John Cena originalmente iba a participar en la Copa Mundial de la WWE, pero fue reemplazado por Lashley luego de que Cena se negó a participar en el evento debido a las críticas contra Arabia Saudita, y por el asesinato del periodista Jamal Khashoggi.
  - El Campeonato Intercontinental de Rollins no estuvo en juego.
- Dolph Ziggler (con Drew McIntyre) derrotó a Kurt Angle y avanzó a la semifinal de la Copa Mundial de la WWE (8:25).
  - Ziggler cubrió a Angle después de un «Zig-Zag».
- The Bar (Cesaro & Sheamus) (con The Big Show) derrotaron a The New Day (Big E & Kofi Kingston) (con Xavier Woods) y retuvieron el Campeonato en Parejas de SmackDown (10:25).[16]
  - Sheamus cubrió a Big E después de un «K.O. Punch» de Show y un «Brogue Kick».
- The Miz derrotó a Rey Mysterio y avanzó a la final de la Copa Mundial de la WWE (11:25).
  - The Miz cubrió a Mysterio después de revertir un «Frog Splash» en un «Roll-up».
- Dolph Ziggler (con Drew McIntyre) derrotó al Campeón Intercontinental Seth Rollins y avanzó a la final de la Copa Mundial de la WWE (13:15).
  - Ziggler cubrió a Rollins después de un «Superkick».
  - Durante la lucha, McIntyre interfirió a favor de Ziggler.
  - El Campeonato Intercontinental de Rollins no estuvo en juego.
- AJ Styles derrotó a Samoa Joe y retuvo el Campeonato de la WWE (11:20).[17][18]
  - Styles cubrió a Joe después de un «Phenomenal Forearm».
  - Originalmente Daniel Bryan era el oponente de Styles, pero fue reemplazado por Joe luego de que Bryan se negó a participar en el evento debido a los críticas contra Arabia Saudita, y por el asesinato del periodista Jamal Khashoggi.
- Brock Lesnar (con Paul Heyman) derrotó a Braun Strowman y ganó el vacante Campeonato Universal de la WWE (3:35).
  - Lesnar cubrió a Strowman después de un «F-5».
  - Antes de la lucha, Baron Corbin atacó a Strowman.
- Shane McMahon derrotó a Dolph Ziggler (con Drew McIntyre) y ganó la Copa Mundial de la WWE (2:35).
  - Shane cubrió a Ziggler después de un «Coast to Coast».
  - Originalmente, The Miz era el oponente de Ziggler pero fue reemplazado por Shane debido a una lesión antes del combate.
  - Antes y durante la lucha el árbitro expulsó a McIntyre y a Baron Corbin respectivamente.
- D-Generation X (Triple H & Shawn Michaels) derrotaron a The Brothers of Destruction (The Undertaker & Kane) (27:55).
  - Triple H cubrió a Kane después de un «Sweet Chin Music» de Michaels y un «Pedigree».
  - Esta fue la primera lucha de Michaels tras su retiro en 2010.

##### Cuadro del torneo de la Copa Mundial de la WWE
|  |           |               |           |               |           |              |       |  |  |     |               |     |  |
|  | Raw       | Seth Rollins  | 5:35      |               |           |              |       |  |  |     |               |     |  |
|  | Raw       | Seth Rollins  | 5:35      |               |           |              |       |  |  |     |               |     |  |
|  | Raw       | Bobby Lashley | Pin       |               |           |              |       |  |  |     |               |     |  |
|  | Raw       | Bobby Lashley | Pin       |               | Raw       | Seth Rollins | Pin   |  |  |     |               |     |  |
|  |           |               |           |               | Raw       | Seth Rollins | Pin   |  |  |     |               |     |  |
|  |           |               | Raw       | Dolph Ziggler | 13:15     |              |       |  |  |     |               |     |  |
|  | Raw       | Kurt Angle    | Raw       | Dolph Ziggler | 13:15     | Pin          |       |  |  |     |               |     |  |
|  | Raw       | Kurt Angle    |           |               |           |              |       |  |  |     |               |     |  |
|  | Raw       | Dolph Ziggler | 8:25      |               |           |              |       |  |  |     |               |     |  |
|  | Raw       | Dolph Ziggler | 8:25      |               |           |              |       |  |  | Raw | Dolph Ziggler | Pin |  |
|  |           |               |           |               |           |              |       |  |  | Raw | Dolph Ziggler | Pin |  |
|  |           |               | SmackDown | Shane McMahon | 2:35      |              |       |  |  |     |               |     |  |
|  | SmackDown | Jeff Hardy    | SmackDown | Shane McMahon | 2:35      | Pin          |       |  |  |     |               |     |  |
|  | SmackDown | Jeff Hardy    |           |               |           |              |       |  |  |     |               |     |  |
|  | SmackDown | The Miz       | 7:10      |               |           |              |       |  |  |     |               |     |  |
|  | SmackDown | The Miz       | 7:10      |               | SmackDown | The Miz      | 11:25 |  |  |     |               |     |  |
|  |           |               |           |               | SmackDown | The Miz      | 11:25 |  |  |     |               |     |  |
|  |           |               | SmackDown | Rey Mysterio  | Pin       |              |       |  |  |     |               |     |  |
|  | SmackDown | Rey Mysterio  | SmackDown | Rey Mysterio  | Pin       | 5:35         |       |  |  |     |               |     |  |
|  | SmackDown | Rey Mysterio  |           |               |           |              |       |  |  |     |               |     |  |
|  | SmackDown | Randy Orton   | Pin       |               |           |              |       |  |  |     |               |     |  |
|  | SmackDown | Randy Orton   | Pin       |               |           |              |       |  |  |     |               |     |  |
|  |           |               |           |               |           |              |       |  |  |     |               |     |  |

### 2019
Crown Jewel 2019 tuvo lugar el 31 de octubre de 2019 en el Estadio Rey Fahd en Riad, Arabia Saudita. El tema oficial del evento fue "When Legends Rise" de Godsmack.

#### Antecedentes
En el episodio del 30 de septiembre de Raw, Hulk Hogan y Ric Flair fueron invitados por The Miz a "Miz TV", donde Hogan y Flair intercambiaron bromas. The Miz luego anunció que en Crown Jewel, habría una lucha de equipos de 5 entre Hogan y Flair como entrenadores respectivos. El Campeón Universal Seth Rollins y Randy Orton fueron seleccionados como capitanes de Team Hogan y Team Flair, respectivamente. Más tarde esa noche, Rusev se unió al equipo de Team Hogan mientras que King Corbin se unió al equipo de Flair. En el episodio del 14 de octubre de Raw, Ricochet se agregó al Team Hogan, mientras que Bobby Lashley y el Campeón Intercontinental Shinsuke Nakamura se agregaron al Team Flair. En ese mismo episodio, Rollins fue programado para defender su Campeonato Universal en el evento y posteriormente fue eliminado del combate por equipos. En el siguiente SmackDown, Hogan reveló que Ali y Shorty G se agregaron a Hogan. Más tarde, Roman Reigns fue anunciado como el reemplazo de Rollins como capitán del Team Hogan. Drew McIntyre fue revelado como el miembro final del Team Flair en el siguiente Raw . 

#### Resultados
- Kick-Off: Humberto Carrillo ganó un 20-Man Battle Royal y ganó una oportunidad por el Campeonato de los Estados Unidos esa misma noche (12:28).[20]
  - Carrillo eliminó finalmente a Erick Rowan, ganando la lucha.
  - Durante la lucha, R-Truth cubrió a Sunil Singh para ganar el Campeonato 24/7.
  - Los otros participantes fueron (en orden de eliminación y quien lo eliminó): Drake Maverick (Rowan), Heath Slater (Rowan), Tony Nese (Rowan), The Brian Kendrick (Harper), Eric Young (Harper), Mojo Rawley (O'Neil), Sin Cara (Andrade), Titus O'Neil (Crews), No Way Jose (Rowan), Akira Tozawa (Harper & Rowan), Shelton Benjamin (Carrillo), Apollo Crews (Harper), Buddy Murphy (Rowan), R-Truth (Andrade), Andrade (Carrillo), Sunil Singh (Alexander), Cedric Alexander (Rowan) y Luke Harper (Rowan).
  - Esta fue la última lucha de Harper en WWE.
- Brock Lesnar (con Paul Heyman) derrotó a  Caín Velásquez (con Rey Mysterio) y retuvo el Campeonato de la WWE (2:10).[21]
  - Lesnar forzó a Velásquez a rendirse con un «Kimura Lock».
  - Después de la lucha, Lesnar continuó aplicando el «Kimura Lock» a Velásquez, hasta que Mysterio atacó a Lesnar con una silla.
  - Esta fue la primera, única y última lucha de Velásquez en la WWE.
- The O.C. (Luke Gallows & Karl Anderson) derrotaron a The Viking Raiders (Erik & Ivar), The New Day (Big E & Kofi Kingston), Heavy Machinery (Otis & Tucker), Lucha House Party (Lince Dorado & Gran Metalik) (con Kalisto), Curt Hawkins & Zack Ryder, The Revival (Scott Dawson & Dash Wilder), Dolph Ziggler & Robert Roode y The B-Team (Curtis Axel & Bo Dallas) en un Tag Team Turmoil Match y ganaron la Copa Mundial de la WWE (32:05).[22]
  - Roode cubrió a Metalik después de un «Superkick» de Ziggler y un «Glorious DDT».
  - Roode cubrió a Ryder después de un combinación de «Spinebuster» y «Zig-Zag».
  - Tucker cubrió a Roode después de un «Compactor».
  - Kingston cubrió a Tucker después de un «Midnight Hour».
  - Big E cubrió a Axel después de un «Big Ending».
  - Kingston cubrió a Dawson después de revertir un «Shatter Machine» en un «Roll-up».
  - Gallows cubrió a Kingston después de un «Magic Killer».
  - Gallows cubrió a Erik después de un «Magic Killer».
  - Después de ser eliminados, The Revival atacó a The New Day.
  - Originalmente, Xavier Woods iba a ser uno de los representantes de The New Day en el combate, pero fue sacado debido a una lesión.
- Mansoor derrotó a Cesaro (12:45).[23]
  - Mansoor cubrió a Cesaro después de un «Diving Moonsault».
- Tyson Fury derrotó a Braun Strowman por cuenta fuera (8:04).[24][25]
  - Fury ganó la lucha luego de que Strowman no volviera al ring antes de la cuenta de diez.
  - Después de la lucha, Strowman atacó a Fury.
- AJ Styles (con Luke Gallows & Karl Anderson) derrotó a Humberto Carrillo y retuvo el Campeonato de los Estados Unidos (12:34).[24][26]
  - Styles cubrió a Carrillo después de un «Phenomenal Forearm».
- Natalya derrotó a Lacey Evans (7:21).[27]
  - Natalya forzó a Evans a rendirse con un «Sharpshooter».
  - Después de la lucha, ambas se abrazaron en señal de respeto.
  - Este fue el primer combate de lucha libre entre mujeres en Arabia Saudita.
- Team Hogan (Roman Reigns, Rusev, Ricochet, Ali & Shorty G) (con Hulk Hogan y Jimmy Hart) derrotó a Team Flair (Randy Orton, King Corbin, Bobby Lashley, Shinsuke Nakamura & Drew McIntyre) (con Ric Flair) (19:50).[28]
  - Reigns cubrió a Orton después de un «Spear».
  - Originalmente, Seth Rollins era parte de Team Hogan, pero fue reemplazado por Reigns luego de ser programado para defender el Campeonato Universal de la WWE en el evento.
- "The Fiend" Bray Wyatt derrotó a Seth Rollins en un Falls Count Anywhere Match y ganó el Campeonato Universal de la WWE (21:50).[29]
  - Wyatt cubrió a Rollins después de un «Mandible Claw» y un  «Sister Abigail».
  - El combate no podía detenerse por ningún motivo aparte de conteo o rendición.
  - Como resultado, Wyatt se llevó el campeonato a SmackDown, luego de que fuese seleccionado por la marca azul en el Draft 2019. Pocos días después, Brock Lesnar se llevó el Campeonato de la WWE a Raw.

### 2021
Crown Jewel 2021 tuvo lugar el 21 de octubre de 2021 en el Estadio Rey Fahd en Riad, Arabia Saudita. El tema oficial del evento fue Take My Breath de The Weeknd.

#### Antecedentes
Después de que Roman Reigns retuviera el Campeonato Universal en SummerSlam, se enfrentó a un Brock Lesnar que regresaba en su primera aparición desde WrestleMania 36 en abril de 2020. En el episodio del 10 de septiembre de SmackDown, Lesnar apareció de nuevo para enfrentarse a Reigns y afirmó que su antiguo defensor, Paul Heyman, que había estado sirviendo como consejero especial de Reigns desde agosto de 2020, sabía que Lesnar estaría en SummerSlam en un intento de causar descensos entre Reigns y Heyman. Lesnar entonces desafió a Heyman a aceptar un combate contra Reigns por el Campeonato Universal. Más tarde esa noche, un iracundo Reigns aceptó el desafío. El 16 de septiembre, la WWE anunció que el combate tendría lugar en Crown Jewel, aunque no necesariamente por el Campeonato Universal, ya que antes de Crown Jewel, Reigns tenía programada una defensa del título contra "The Demon" Finn Bálor en Extreme Rules. Reigns retuvo en ese evento, por lo que oficialmente su combate contra Lesnar en Crown Jewel será por el Campeonato Universal.
En SummerSlam, Bianca Belair estaba programada para defender el Campeonato Femenino de SmackDown contra Sasha Banks, sin embargo, antes de que comenzara el combate, se anunció que Banks no podría aparecer por razones desconocidas. Becky Lynch hizo entonces un regreso sorpresa en su primera aparición desde el Raw tras Money in the Bank en mayo de 2020. Lynch retó a Belair, quien aceptó, y Lynch la derrotó en 26 segundos para ganar el título. En Extreme Rules, Lynch defendió el título contra Belair, sin embargo, Banks emboscó tanto a Belair como a Lynch haciendo que el combate terminara sin resultado. Entonces se programó un combate de triple amenaza entre las tres mujeres por el Campeonato Femenino de SmackDown para Crown Jewel.
En SummerSlam, Bobby Lashley defendió el Campeonato de la WWE contra el miembro del Salón de la Fama de la WWE Goldberg. Lashley fue declarado ganador después de que el árbitro suspendiera el combate debido a que Goldberg se lesionó la rodilla y no pudo continuar. Tras el combate, mientras Lashley seguía atacando a Goldberg, su hijo Gage, de 15 años, salió y saltó sobre la espalda de Lashley. Lashley aplicó entonces el Hurt Lock sobre Gage para luego soltarlo y huir debido a que Goldberg ayudó a su hijo. Goldberg estuvo entonces fuera de la televisión debido a su lesión (kayfabe) mientras que Lashley perdió su campeonato ante Big E. En el episodio del 4 de octubre de Raw, Goldberg apareció y proclamó que mataría a Lashley por lo que le hizo a su hijo. Lashley salió y declaró que su ataque a Gage fue un malentendido, lo que Goldberg se negó a creer. Lashley declaró entonces que se enfrentaría a Goldberg en Crown Jewel con la condición de que el combate fuera un No Holds Barred, lo que Goldberg aceptó de buena gana. Justo antes del evento, se anunció que el combate tendría una estipulación añadida de Falls Count Anywhere.
En el episodio del 1 de octubre de SmackDown, la WWE anunció el regreso del torneo Rey del Ring, así como la creación de una contrapartida femenina llamado torneo Corona de la Reina. Tanto el torneo del Rey del Ring de 2021 como el inaugural de la Corona de la Reina, cada uno de los cuales consta de ocho luchadores divididos equitativamente entre las marcas Raw y SmackDown, comenzaron en el episodio del 8 de octubre de SmackDown, y las finales de cada uno se celebraron en Crown Jewel.
En Money in the Bank, Seth Rollins le costó a Edge su combate por el Campeonato Universal, ya que Rollins consideró que merecía estar en el combate por el título, y que Edge cortó la fila por delante de él. Esto llevó a un combate en SummerSlam que ganó Edge. Insatisfecho, Rollins retó a Edge a una revancha que se produjo en el episodio del 10 de septiembre de SmackDown que ganó Rollins. Sin embargo, Rollins seguía insatisfecho, ya que se sentía ofendido porque Edge le había llamado "Edge Lite" y porque Edge no había anunciado su retirada. Retó a Edge a aparecer en SmackDown y aceptar otra revancha. En el episodio del 1 de octubre, Edge apareció para enfrentarse a Rollins, sin embargo, como Rollins pensó que Edge no aparecería, en su lugar fue directamente a la casa de Edge y procedió a ponerse cómodo. La semana siguiente en SmackDown, Edge atacó a Rollins y lo retó a un combate Hell in a Cell, que fue programado para Crown Jewel.

#### Resultados
- Kick-Off: Los Campeones en Parejas de SmackDown The Usos (Jey Uso & Jimmy Uso) derrotaron a The Hurt Business (Shelton Benjamin & Cedric Alexander) (10:40).[42]
  - Jey cubrió a Alexander después de un «Uso Splash».
  - El Campeonato en Parejas de SmackDown de The Usos no estuvo en juego.
- Edge derrotó a Seth Rollins en un Hell in a Cell Match (27:40).[43]
  - Edge cubrió a Rollins después de un «Curb Stomp» sobre una silla.
- Mansoor derrotó a Mustafa Ali (10:00).[44]
  - Mansoor cubrió a Ali después de un «Slingshot Neckbreaker».
  - Después de la lucha, Ali atacó a Mansoor, pero este fue salvado por Tareg Hamedi.
- RK-Bro (Randy Orton & Riddle) derrotaron a AJ Styles & Omos y retuvieron el Campeonato en Parejas de Raw (8:40).[45]
  - Riddle cubrió a Styles después de un «RKO» de Orton, seguido de un «Floating Bro».
  - Antes de la lucha, Riddle hizo su entrada en un camello.
- Zelina Vega derrotó a Doudrop y ganó el Queen's Crown (5:55).[46]
  - Vega cubrió a Doudrop después de un «Code Red».
- Goldberg derrotó a Bobby Lashley en un No Holds Barred Falls Count Anywhere Match (11:25).[47]
  - Goldberg cubrió a Lashley después de un «Spear» desde la rampa de entrada.
  - Durante la lucha, The Hurt Business (Shelton Benjamin & Cedric Alexander) interfirieron a favor de Lashley.
- Xavier Woods derrotó a Finn Bálor y ganó el King of the Ring (9:40).[48]
  - Woods cubrió a Bálor después de un «Diving Elbow Drop».
- Big E derrotó a Drew McIntyre y retuvo el Campeonato de WWE (13:25).[49]
  - Big E cubrió a McIntyre después de un «Big Ending».
  - Como resultado, el título se mantuvo en Raw.
  - Si Mclntyre ganaba, se llevaba el título a SmackDown.
- Becky Lynch derrotó a Bianca Belair y Sasha Banks y retuvo el Campeonato Femenino de SmackDown (19:25).[50]
  - Lynch cubrió a Banks con un «Roll-Up» apoyándose de las cuerdas.
  - Como resultado, el título se mantuvo en Raw.
  - Si Banks ganaba, el título volvía a SmackDown.
- Roman Reigns (con Paul Heyman) derrotó a Brock Lesnar y retuvo el Campeonato Universal de la WWE (12:20).[51]
  - Reigns cubrió a Lesnar después de golpearlo con el título.
  - Durante la lucha, The Usos interfirieron a favor de Reigns.

### 2022
Crown Jewel 2022 tuvo lugar el 5 de noviembre de 2022 en el Mrsool Park, en Riad, Arabia Saudita. El tema oficial del evento fue "Shining Bright" de def rebel.

#### Antecedentes
Después de que Roman Reigns apareciera en el pódcast de Logan Paul Impaulsive, este último arremetió contra Reigns luego de que abandonara el set. Esto llevó a un intercambio en las redes sociales, lo que resultó en que Triple H anunciara en un tuit que Paul aparecería en el episodio del 16 de septiembre de SmackDown. En dicha ocasión, Paul invitó a Reigns a asistir a su conferencia de prensa en Las Vegas al día siguiente, en la que lo desafió a Reigns por el Campeonato Universal Indiscutible de la WWE, lo que fue aceptado por el campeón. Luego, se confirmó que el combate sería el evento principal de Crown Jewel.
En el episodio del 10 de octubre de Raw, Bobby Lashley hizo mención de los nombres de luchadores anteriores que había derrotado, que incluían a Brock Lesnar, a quien enfrentó solo una vez y hasta arrebató el Campeonato de la WWE en Royal Rumble de este año. Lesnar, en su primera aparición desde SummerSlam en julio, regresó por sorpresa y atacó a Lashley. Este ataque finalmente le costó a Lashley su Campeonato de los Estados Unidos ante Seth "Freakin" Rollins en una defensa del título que ocurrió justo después de la confrontación. Más tarde en backstage, Lashley desafió a Lesnar a confrontarlo en el episodio de la semana siguiente. Allí, ambos se fueron a los golpes con Lashley atravesando la mesa de comentaristas con el cuerpo de Lesnar. Más tarde esa noche, se anunció un combate para Crown Jewel.
En el episodio del 10 de octubre de Raw, The Judgment Day (Finn Bálor, Damian Priest & Dominik Mysterio) trató de convencer a AJ Styles que se uniera a la agrupación. Styles apareció para responderle a Bálor, preguntándole si algo estaba cambiando, y este último le echó en cara que es responsable de haber roto su alianza tras sentirse como el "eslabón débil". Al reconciliarse, aparentemente se daba la inclusión de Styles a The Judgment Day; sin embargo, le mencionó a Bálor que no era él a quien se refería con "reencontrarse con sus hermanos", sino a The O.C. (Luke Gallows & Karl Anderson), quienes regresaron a la WWE tras ser liberados en abril de 2020. La semana siguiente, The Judgement Day se enfrentó a The O.C. y lo desafió a un Six-Man Tag Team match en Crown Jewel.
En Extreme Rules, Karrion Kross derrotó a Drew McIntyre en un Strap match después de que Scarlett rociara a McIntyre con gas pimienta. En el siguiente SmackDown, Kross estaba programado para competir en una Fatal 4 Way match para determinar el contendiente n⁰ 1 por el Campeonato Intercontinental. Sin embargo, cuando el programa salió al aire, Kross estuvo involucrado en un accidente automovilístico (kayfabe) y fue atacado por McIntyre mientras recibía ayuda, dejándolo incapaz de competir. La semana siguiente, McIntyre anunció que se enfrentaría a Kross en un Steel Cage match en Crown Jewel.
En Extreme Rules, Bianca Belair derrotó a Bayley en un Ladder match para retener el Campeonato Femenino de Raw. En el episodio del 24 de octubre de Raw, Bayley derrotó a Belair en un combate no titular gracias a una distracción de Nikki A.S.H., quien volvió a su personaje anterior de Nikki Cross. Esta victoria le valió a Bayley una oportunidad titular por el título contra Belair, programándose un Last Woman Standing match para Crown Jewel.

#### Amenaza de ataque militar de Irán contra Arabia Saudita
El 1 de noviembre de 2022, el gobierno de Arabia Saudita compartió información con los Estados Unidos de un inminente ataque militar de Irán a suelo árabe, por el cual tras los sucesos concernientes a las Protestas por la muerte de Mahsa Amini y a la Invasión rusa de Ucrania de 2022, la Guardia Revolucionaria Iraní esta planeando ataques a objetivos norteamericanos y árabes, por el cual amenazaría a la realización del evento, lo cual no paso a mayores y después de todo, el evento se desarrolló con total normalidad.

#### Resultados
- Brock Lesnar derrotó a Bobby Lashley (6:00).[62]
  - Lesnar ganó la lucha después de revertir un «Hurt Lock» en un «Roll-Up»
  - Después de la lucha, Lashley atacó a Lesnar.
- Damage CTRL (Dakota Kai & Iyo Sky) derrotó a Alexa Bliss & Asuka y ganó el Campeonato Femenino en Parejas de la WWE (12:50).[63]
  - Kai cubrió a Bliss después de un «The Purge» de Nikki Cross desde la tercera cuerda.
  - Durante la lucha, Cross interfirió a favor de Damage CTRL.
- Drew McIntyre derrotó a Karrion Kross (con Scarlett) en un Steel Cage Match (13:00).[64]
  - McIntyre ganó la lucha después de salir primero de la jaula.
  - Durante la lucha, Scarlett interfirió a favor de Kross.
- The Judgment Day (Finn Bálor, Damian Priest & Dominik Mysterio) (con Rhea Ripley) derrotó a The O.C. (AJ Styles, Luke Gallows & Karl Anderson) (14:00).[65]
  - Bálor cubrió a Styles después de un «Coupe de Grace».
  - Durante la lucha, Ripley interfirió a favor de The Judgment Day .
- Braun Strowman derrotó a Omos (7:30).[66]
  - Strowman cubrió a Omos después de un «Running Powerslam».
- The Usos (Jey Uso & Jimmy Uso) derrotó a The Brawling Brutes (Butch & Ridge Holland) y retuvo el Campeonato Indiscutible en Parejas de la WWE (10:45).[67]
  - Jimmy cubrió a Butch después de un «1-D».
- Bianca Belair derrotó a Bayley en una Last Woman Standing Match y retuvo el Campeonato Femenino de Raw (20:20).[68]
  - Belair ganó la lucha luego de que Bayley no pudiera levantarse antes de la cuenta de 10 tras quedar atrapada en una escalera.
- Roman Reigns (con Paul Heyman) derrotó a Logan Paul y retuvo el Campeonato Universal Indiscutible de la WWE (24:50).[69]
  - Reigns cubrió a Logan después de un «Spear».
  - Durante la lucha, The Usos (Jey Uso & Jimmy Uso) y Solo Sikoa interfirieron a favor de Reigns; mientras que Jake Paul lo hizo a favor de Logan.

### 2023
Crown Jewel 2023 tuvo lugar el 4 de noviembre de 2023 en el Mohammed Abdu Arena, en Riad, Arabia Saudita.

#### Antecedentes
En el episodio del 9 de octubre de Raw, mientras Seth «Freakin» Rollins celebraba su exitosa defensa del Campeonato Mundial de Peso Pesado en Fastlane, fue confrontado por Drew McIntyre, quien quería una pelea por el título. A pesar de quejarse de sentir fatiga por su defensa, Rollins aceptó, creyendo que era por esa noche. Sin embargo, McIntyre declaró que quería enfrentarse a un Rollins sano y sugirió el combate por Crown Jewel, el cual el campeón aceptó.
En el episodio del 11 de septiembre de Raw, Nia Jax hizo un regreso a WWE, en su primera aparición después de una breve aparición en Royal Rumble en enero, y atacó a Raquel Rodríguez, lo que le permitió a Rhea Ripley retener su Campeonato Mundial Femenino. Sin embargo, después del combate, Jax también atacó a Ripley. La semana siguiente, Jax interfirió en una lucha por equipos que involucraba a Shayna Baszler y Zoey Stark. Así, comenzaría una rivalidad entre Ripley, Baszler, Jax y Rodríguez, con las cuatro peleando cada semana. Esto llevó a una lucha entre Rodríguez y Jax en el episodio del 9 de octubre, que terminó en una doble descalificación después de que Ripley interfiriera, lo que generó otra lucha que también involucró a Baszler. El 16 de octubre, durante el estreno de la temporada de Raw, Jax intentó interferir en un combate entre Ripley y Baszler, sin embargo, Rodríguez la detuvo. Stark luego se involucró y atacó a Ripley, provocando una descalificación, lo que resultó en otra disputa entre todas. Más tarde esa noche, el gerente general de Raw, Adam Pearce, anunció que Ripley defendería el Campeonato Mundial Femenino contra Jax, Baszler, Stark y Rodríguez en una lucha fatal de cinco esquinas en Crown Jewel.
Tras respaldar a LA Knight en Payback y luego hacer equipo con él en Fastlane para derrotar a The Bloodline (Jimmy Uso y Solo Sikoa), John Cena abrió el episodio del 13 de octubre de SmackDown, pero fue interrumpido por The Bloodline, que incluyó el regreso de su líder y el Campeón Universal Indiscutible de WWE, Roman Reigns, quien se había tomado unas vacaciones poco después de SummerSlam. Reigns le dio a Cena la opción de abandonar el ring voluntariamente o lo harían irse, pero Cena dijo que reconocía a Reigns y que no estaba allí para desafiarlo por el título ya que no se había ganado la oportunidad. Luego presentó a Knight como un digno retador. Knight salió y reprendió a Reigns y notó su propio ascenso al estrellato en ausencia de Reigns. Jimmy luego atacó a Knight por detrás, pero Knight lo arrojó fuera del ring. Tras ello, Reigns ordenó a Sikoa que se encargara de Knight y los dos se enfrentaron en el evento principal, donde Jimmy intentó interferir, pero Cena lo detuvo. Posteriormente, Knight derrotó a Sikoa, pero luego fue atacado por Reigns. El 20 de octubre, se anunció que Reigns defendería el Campeonato Universal Indiscutible de WWE contra Knight en Crown Jewel.
Después de ganar su combate de boxeo en MF & DAZN: X Series 10, Logan Paul, cuyo último combate de WWE fue en SummerSlam en agosto, desafió a Rey Mysterio por el Campeonato de los Estados Unidos. Mysterio respondió que Paul podría encontrarlo cualquier viernes en SmackDown. Luego, Paul apareció en el episodio del 20 de octubre y contó que ya derrotó a Mysterio en una lucha por equipos en WrestleMania 38 en abril de 2022, que fue la primera lucha de Paul en la WWE. Mysterio luego salió y aceptó el desafío de Paul en Crown Jewel.
Durante meses, Cody Rhodes había estado en desacuerdo con The Judgment Day (Finn Bálor, Damian Priest, "Dirty" Dominik Mysterio y Rhea Ripley) y su cómplice JD McDonagh. En Fastlane 2023, Rhodes y Jey Uso derrotaron a Bálor y Priest para ganar el Campeonato Indiscutible en Parejas de WWE, sin embargo, Bálor y Priest recuperaron los títulos en una revancha durante el estreno de la temporada de Raw el 16 de octubre. La semana siguiente, como Bálor y Priest fueron celebrando la recuperación de los títulos, Rhodes los interrumpió. Después de que Priest se burló y llamó a Rhodes un fracaso, Rhodes retó a Priest a un combate esa noche, sin embargo, Priest se negó porque ya tenía un combate programado contra Jey. Priest, a su vez, desafió a Rhodes a un combate en Crown Jewel, que Rhodes aceptó.
En SummerSlam, Bianca Belair ganó el Campeonato Femenino de WWE, pero inmediatamente después del combate, Iyo Sky de Damage CTRL canjeó su contrato de Money in the Bank y derrotó a Belair para ganar el título. En el episodio del 18 de agosto de SmackDown, después de que Belair derrotara a Damage CTRL (Sky y Bayley) en una lucha por equipos, Bayley y Sky atacaron brutalmente a Belair detrás del escenario con sillas, hiriendo la rodilla de Belair (kayfabe). Dos meses después, en el episodio del 20 de octubre, después de que Sky defendiera con éxito su campeonato contra Charlotte Flair, Sky y Bayley atacaron a Flair, y Belair hizo un regreso sorpresa, salvando a Flair. La semana siguiente, Belair anunció que después de hablar con el Gerente General de SmackDown, Nick Aldis, obtendría su revancha por el Campeonato Femenino de WWE contra Sky en Crown Jewel.
Desde mediados de julio, Sami Zayn también se vería envuelto en una rivalidad contra The Judgment Day (Damian Priest, Finn Bálor, “Dirty” Dominik Mysterio y Rhea Ripley) y su cómplice JD McDonagh. Durante este tiempo, Zayn y Kevin Owens perderían el Campeonato Indiscutible en Parejas de WWE ante Bálor y Priest en Payback, y no lograron recuperarlo en una revancha. Después de eso, Owens sería reclutado para SmackDown, y Zayn permaneció en Raw y continuó su rivalidad con The Judgment Day. En el episodio del 30 de octubre de Raw, mientras Ripley, Mysterio y McDonagh estaban en el ring, Zayn interrumpió y declaró que a pesar de estar solo, continuaría peleando contra The Judgment Day hasta que el grupo terminara. Después de eso, The Judgment Day intentó atacar a Zayn, sin embargo, Zayn escapó. Más tarde esa noche, se anunció un combate entre McDonagh y Zayn para el pre-show del Crown Jewel Kickoff.

#### Resultados
- Kick-Off: Sami Zayn derrotó a JD McDonagh (9:47).[87]
  - Zayn cubrió a McDonagh después de aplicar un «Exploder Suplex», un «Helluva Kick» y un «Blue Thunder Bomb», consecutivamente.
- Seth «Freakin» Rollins derrotó a Drew McIntyre y retuvo el Campeonato Mundial de Peso Pesado (18:25).
  - Rollins cubrió a McIntyre después de un «Curb Stomp».
  - Después de la lucha, Damian Priest iba a canjear su maletín Money in the Bank sobre Rollins, pero fue atacado por Sami Zayn.
- Rhea Ripley derrotó a Raquel Rodríguez, Shayna Baszler, Nia Jax y Zoey Stark y retuvo el Campeonato Mundial Femenino (11:05). 
  - Ripley cubrió a Baszler después de lanzarle el cuerpo de Stark tras aplicar un «Riptide» sobre la tercera cuerda.
  - Previo a la lucha, Jax salió del ring para atacar a las demás participantes.
- Solo Sikoa derrotó a John Cena (16:10).
  - Sikoa cubrió a Cena después de un «Samoan Spike».
- Logan Paul derrotó a Rey Mysterio y ganó el Campeonato de los Estados Unidos (17:52).
  - Paul cubrió a Mysterio después de un «KO Punch» con una manopla.
  - Durante la lucha, un desconocido interfirió a favor de Paul, entregándole la manopla, pero éste fue ahuyentado por Santos Escobar interfiriendo a favor de Mysterio.
- Iyo Sky derrotó a Bianca Belair y retuvo el Campeonato Femenino de WWE (15:15).
  - Sky cubrió a Belair después de un «Asai Moonsault».
  - Durante la lucha Kairi Sane hizo su regreso atacando a Belair.
  - Durante la lucha, Bayley y Sane interfirieron a favor de Sky.
  - Después de la lucha, Sky y Sane atacaron a Belair.
- Cody Rhodes derrotó a Damian Priest (11:04).
  - Rhodes cubrió a Priest después de tres «Cross Rhodes».
  - Durante la lucha, The Judgment Day (Finn Balor & Dominik Mysterio) & JD McDonagh interfirieron a favor de Priest, mientras que, Jey Uso lo hizo a favor de Rhodes.
- Roman Reigns (con Paul Heyman) derrotó a LA Knight y retuvo el Campeonato Universal Indiscutible de WWE (20:03).[87]
  - Reigns cubrió a Knight después de un «Spear».
  - Durante la lucha, Solo Sikoa y Jimmy Uso interfirieron a favor de Reigns.

### 2024
Crown Jewel 2024 tuvo lugar el 2 de noviembre de 2024 en el Mohammed Abdu Arena, en Riad, Arabia Saudita.

#### Antecedentes
El 5 de octubre de 2024, durante el evento Bad Blood, el director de contenido de WWE, Paul «Triple H» Levesque, anunció que los regentes campeones masculinos y femeninos se enfrentarían entre sí en Crown Jewel, presentando en la ocasión el nuevo cinturón que se le otorgará a los ganadores. Quedando así establecidos los combates entre Gunther, campeón mundial de peso pesado, ante Cody Rhodes, campeón mundial indiscutible de WWE, por el lado masculino, y Liv Morgan, campeona mundial femenina, ante Nia Jax, campeona femenina de WWE, por el lado femenino.
En 5 de agosto de Raw, «Big» Bronson Reed atacó brutalmente a Seth «Freakin» Rollins con seis Tsunamis. Rollins sufrió contusiones internas y fracturas en las costillas (kayfabe) y fue declarado fuera de combate por tiempo indeterminado. Rollins regresó por sorpresa en el episodio del 30 de septiembre de Raw, lo que le costó a Reed un Last Monster Standing match contra Braun Strowman. Tras varios altercados entre Rollins y Reed, se programó un combate entre ambos para Crown Jewel.
Después de que Bad Blood salió del aire, los fanáticos capturaron imágenes de video de Kevin Owens atacando a Cody Rhodes cuando este entraba a su autobús, presumiblemente por hacer equipo con Roman Reigns en Bad Blood, quienes tuvieron una larga y acalorada rivalidad con Reigns y su facción original The Bloodline en los últimos años, convirtiendo a Owens en heel por primera vez desde 2022. Randy Orton, un amigo mutuo de Owens y Rhodes, intentó mantener la paz, pero Owens atacó a Orton en el estacionamiento durante el episodio del 11 de octubre de SmackDown , creyendo que Orton eligió a Rhodes sobre él. Orton solicitó una lucha con Owens, pero fue denegada por el gerente general de SmackDown, Nick Aldis, quien dijo que la decisión de no permitir la lucha provino de los superiores. Orton posteriormente confrontó al director de contenido de WWE, Paul «Triple H» Levesque durante el episodio del 25 de octubre, quien a su vez programó una lucha entre Orton y Owens en Crown Jewel.
Desde julio, Andrade y Carmelo Hayes habían estado enfrentándose, con ambos hombres asegurando tres victorias cada uno en una Best of Seven Series. También durante este tiempo, LA Knight defendió con éxito el Campeonato de los Estados Unidos contra Andrade y Hayes en los episodios del 20 de septiembre y el 11 de octubre de SmackDown, respectivamente. Un séptimo combate (que fue llamado juego siete) entre Andrade y Hayes fue programado para el episodio del 25 de octubre, donde el ganador también obtendría un futuro combate por el título contra Knight, quien sirvió como árbitro invitado especial para el combate, pero terminó en un no-contest después de que Knight atacara a ambos hombres. Como resultado de sus acciones, el Gerente General de SmackDown, Nick Aldis, programó a Knight para defender el título contra Andrade y Hayes en Crown Jewel.
Después de semanas de que los equipos femeninos interfirieran en las luchas de los demás en Raw, SmackDown y NXT para intentar reclamar el título por el Campeonato Femenino en Parejas de la WWE, mientras el título se defiende en las tres marcas, los gerentes generales de Raw, Adam Pearce; de SmackDown, Nick Aldis ,y NXT, Ava; se reunieron durante el episodio del 25 de octubre de SmackDown y acordaron que Bianca Belair y Jade Cargill defenderían el título en Crown Jewel en una lucha fatal de cuatro esquinas contra Damage CTRL (Iyo Sky & Kairi Sane) de Raw, Chelsea Green y Piper Niven de SmackDown, y The Meta-Four (Lash Legend y Jakara Jackson) de NXT.
Después de perder el Campeonato Universal Indiscutible de la WWE ante Cody Rhodes en WrestleMania XL en abril, Roman Reigns se tomó un receso indefinido mientras Solo Sikoa se hacía cargo de The Bloodline, afirmando ser el "Tribal Chief” y expulsando a Jimmy Uso y Paul Heyman del grupo mientras añadía a Tama Tonga, Tonga Loa y Jacob Fatu. En SummerSlam en agosto, Sikoa desafió a Rhodes por el campeonato, durante el cual, The Bloodline intentó interferir, lo que provocó que Reigns regresara y le costara el combate a Sikoa. Reigns y Rhodes luego aceptaron a regañadientes formar equipo para enfrentar a Sikoa y Fatu en Bad Blood, que vio el regreso de Jimmy, quien ayudó a Reigns y Rhodes a ganar.  En el siguiente SmackDown, Jimmy le dijo a Reigns que necesitaban ayuda contra el Bloodline de Sikoa, insinuando traer de vuelta al hermano de Jimmy, Jey Uso, quien había dejado el grupo en sus propios términos hace un año y fue trasladado a Raw, pero Reigns estaba en contra de la idea. Jimmy luego apareció en Raw para intentar enmendarse, pero Jey se negó. Sikoa y su The Bloodline querían reclutar a Jey, pero hicieron que Jey perdiera su Campeonato Intercontinental en el episodio del 21 de octubre de Raw, y Jey a su vez hizo que perdieran su Campeonato en Parejas de la WWE en el episodio del 25 de octubre de SmackDown. Más tarde, Jey y Jimmy se abrazaron, reuniendo a The Usos, mientras Reigns observaba. En el episodio del 28 de octubre de Raw, Jey aceptó aparecer en SmackDown de esa semana para hacer las paces con Reigns, y más tarde, se anunció que Reigns y The Usos se enfrentarían a The Bloodline (Sikoa, Fatu y Tama) en una lucha en equipos de seis hombres en Crown Jewel. 

#### Resultados
- The Bloodline (Solo Sikoa, Jacob Fatu & Tama Tonga) (con Tonga Loa) derrotó a Roman Reigns & The Usos (Jey Uso & Jimmy Uso) (16:35). [95]
  - Sikoa cubrió a Reigns después de dos «Samoan Spike».
  - Después de la lucha, The Bloodline atacó a Reigns y The Usos, pero fueron detenidos por Sami Zayn. Sin embargo, Zayn golpeó a Reigns por error.
- Bianca Belair & Jade Cargill derrotaron a The Meta-Four (Jakara Jackson & Lash Legend), Damage CTRL (Iyo Sky & Kairi Sane) y Chelsea Green & Piper Niven y retuvieron el Campeonato Femenino de Parejas de WWE (12:00).[94]
  - Belair cubrió a Niven después de un «Doomsday Device» desde la tercera cuerda.
  - Durante la lucha, Niven atacó a Green por error.
- Seth «Freakin» Rollins derrotó a «Big» Bronson Reed (12:20).[91]
  - Rollins cubrió a Reed después de un «Curb Stomp» desde la tercera cuerda.
- Liv Morgan derrotó a Nia Jax y ganó el Campeonato Femenino Crown Jewel de WWE (8:15).[89]
  - Morgan cubrió a Jax después de un  «ObLIVion».
  - Durante la lucha, The Judgment Day (Dominik Mysterio & Raquel Rodríguez) interfirieron a favor de Morgan.
  - Durante la lucha, Tiffany Stratton intentó canjear su maletín de Money In The Bank en dos ocasiones, pero fue detenida por Jax y Rodríguez, respectivamente.
  - Después de la lucha, Triple H hizo entrega del campeonato a Morgan.
  - El Campeonato Mundial Femenino de Morgan y el Campeonato Femenino de WWE de Jax no estuvieron en juego.
- La lucha entre Randy Orton y Kevin Owens acabó sin resultado.[92]
  - La lucha no comenzó debido a que ambos se atacaron antes de empezar.
  - Durante su ataque, Orton y Owens golpearon a un árbitro, dos productores (Jamie Noble y Daivari) y al gerente general de Raw, Adam Pearce.
- LA Knight derrotó a Andrade y Carmelo Hayes y retuvo el Campeonato de los Estados Unidos (9:10).[93]
  - Knight cubrió a Hayes después de un «BFT».
- Cody Rhodes derrotó a Gunther y ganó el Campeonato Crown Jewel de WWE (23:00).[90]
  - Rhodes cubrió a Gunther después de revertir un «Sleeper Hold» en un «Roll-Up».
  - Después de la lucha, ambos se dieron la mano en señal de  respeto.
  - Después de la lucha, Triple H hizo entrega del campeonato a Rhodes.
  - Después de la lucha, Rhodes celebró junto a Liv Morgan, Triple H y la familia real árabe.
  - El Campeonato Mundial de Peso Pesado de Gunther y el Campeonato Indiscutible de WWE de Rhodes no estuvieron en juego.

### 2025
Crown Jewel 2025, también promocionado como Crown Jewel: Perth, tendrá lugar el 11 de octubre de 2025 en el RAC Arena, en Perth, Australia.

#### Luchas pactadas
- Campeonato Crown Jewel de WWE: Luchador por confirmar vs. Luchador por confirmar.
  - El Campeonato Mundial de Peso Pesado y el Campeonato Indiscutible de WWE no estarán en juego.
- Campeonato Femenino Crown Jewel de WWE: Luchadora por confirmar vs. Luchadora por confirmar.
  - El Campeonato Mundial Femenino y el Campeonato Femenino de WWE no estarán en juego.
- John Cena vs. Luchador por confirmar.